# Novi Velia
Novi Velia è un comune italiano di 2 349 abitanti della provincia di Salerno in Campania.

## Geografia fisica
Il comune è posto a 648m s.l.m. nell'alta valle del torrente Badolato, lungo la strada provinciale che da Vallo della Lucania (distante 3 km) porta al monte Gelbison (1705 m s.l.m.) e al suo santuario 
La stazione meteorologica più vicina è a Casal Velino. In base alla media trentennale di riferimento 1961-1990, la temperatura media del mese più freddo, gennaio, si attesta a +8,7 °C; quella del mese più caldo, agosto, è di +25,7 °C.

## Storia

### Antichità e Medioevo
Novi (nel Medioevo Noves o Nobes e Noe) si formò in epoca bizantina sui resti di un'antica fortezza enotria che era stata rafforzata dai greci di Velia per il controllo della chora velina.
I vicini toponimi Salella e Salento inducono a pensare alla presenza di un signore feudale longobardo padrone dei luoghi.
Fu sede del feudo normanno detto "di Novi" e comprendente Cinque terre (Novi, Cuccaro, Gioi, Magliano e Monteforte).
Nel XIII secolo era feudo della famiglia Della Magna (o de Alemagnia), di chiare origini germaniche: Gisulfo della Magna fu giustiziere della Terra di Lavoro ai tempi di Federico II, nel 1242.
Novi divenne poi capoluogo dello "Stato di Novi", comprendente 13 casali (Novi, Angellara, Cannalonga, Ceraso, Cornito, Grasso, Massa, Massascusa, Pattano Soprano, Pattano Sottano, San Biase, Santa Barbara e Spio); per lungo tempo i baroni di Novi ebbero importanti ruoli e incarichi nella corte del Regno di Napoli: tra questi Tommaso Marzano (grande ammiraglio del Regno); Antonello Petrucci (primo ministro di re Ferrante d'Aragona); Ettore Pignatelli duca di Monteleone di Calabria (presidente del Regno di Sicilia, ai tempi dell'imperatore Carlo V).

### Età moderna
La partecipazione diretta dei baroni di Novi alle vicende del Regno di Napoli comportò la disattenzione per la cittadina e per i suoi abitanti, con conseguente abbandono dei luoghi, spopolamento e carestie.
Nonostante questo, tra il Seicento e il Settecento diversi vescovi di Capaccio e di Vallo elessero Novi a sede vescovile: di alcuni si conservano le sepolture nella chiesa parrocchiale di Santa Maria dei Lombardi.
Nel 1614 lo Stato di Novi fu venduto a Giacomo Zattara, di famiglia di origine genovese. Nel 1759 gli Zattara costruirono il palazzo baronale e si stabilirono in Novi, mantenendo la residenza anche dopo la legge eversiva della feudalità.
Il 6 agosto 1656 si registrò a Novi la prima vittima della grande epidemia di peste che stava imperversando in tutto il Regno di Napoli: si trattava d'una ragazza di 14 anni di nome Maria De Vita. Da quel giorno il numero delle vittime andò aumentando di mese in mese: 17 in agosto, 36 in settembre, 42 in ottobre, 29 in novembre, 2 in dicembre. Il 5 dicembre, infatti, muore Martino Manganelli, l'ultimo di 126 vittime della peste.
La peste, comunque, giunse tardi nella cittadina del Cilento, grazie al fatto che Novi risiedeva in cima ad un colle e gli unici accessi erano le quattro porte della città: Longobardi, San Giorgio, Portella e San Nicola (detta fino al XVI secolo "Porta San Cristofaro"). Oltre a questa protezione geografica, Novi godeva anche della presenza di baroni e vescovi, la qual cosa fece sì che venissero rispettate le norme sanitarie imposte in tempi d'epidemie.
L'efficacia di questi fattori risulta evidente confrontando la quantità di vittime della peste. A Vallo di Novi (l'odierno Vallo della Lucania) e nei territori limitrofi morì oltre la metà della popolazione, mentre a Novi ne morì solo un quarto. Ceraso raggiunse il tetto di 48 decessi in un giorno solo, mentre Novi non supera mai i 6.
Dal 1811 al 1860 ha fatto parte del circondario di Vallo, appartenente all'omonimo distretto del Regno delle Due Sicilie.
Dal 1862, in seguito all'unificazione dell'Italia, l'insediamento assunse il nome di Novi Velia, per il fatto che si ritiene che l'attuale città corrisponda ad un nuovo insediamento (una "nuova Vele", appunto), fondato dai Velini.
Dal 1860 al 1927, durante il Regno d'Italia ha fatto parte del mandamento di Vallo della Lucania, appartenente all'omonimo circondario.
Dal 1928 al 1946 il comune fu soppresso per fusione con Vallo della Lucania.

### Simboli
Stemma: 

Gonfalone: 

## Monumenti e luoghi d'interesse
- Castello di Novi Velia
- Chiesa parrocchiale di Santa Maria dei Longobardi (o dei Lombardi), di origine medievale, rifatta in età barocca. Conserva una tavola, già attribuita ad Andrea da Salerno, ma ritenuta di un suo valido allievo, il polittico del 1540 di Giovan Filippo Criscuolo (Adorazione dei magi e santi) adorna il presbiterio. La statua lignea della Madonna del Monte sec. XVII, le vesti e il manto sono un esempio di estofado, dono dei valenzani al monastero di San Giorgio, qui traslata dopo l'abbandono della cappella palatina. Numerose statue e dipinti di varie epoche, veri capolavori provenienti anche da cappelle andate perdute come quella di San Nicola di Mira, statua lignea dorata (sec. XVI-XVII) dal rione Cafasso e Santa Margherita di Antiochia, stessa epoca, dal rione Barri. La tavola di Cristoforo Faffeo sec. XV con l'Adorazione del Bambino Gesù (Presepe).
- Il Santuario della Madonna del Monte Sacro di Novi Velia sorge sul luogo di un antico luogo sacro pagano sulla sommità del Monte Gelbison (1706 m). Probabilmente gli Enotri eressero un tempio ad una loro divinità, in seguito identificata con Era. Il sito era ben noto ai Saraceni installatisi ad Agropoli: infatti il nome Gelbison deriva dall'arabo e significa Monte dell'Idolo. È meta di pellegrinaggi fin dal XIV secolo; dalla terrazza della canonica si gode un ampio panorama sul Cilento e sul Vallo di Diano.
- Chiesa dell'Annunziata.

## Società

### Evoluzione demografica
Abitanti censiti

## Infrastrutture e trasporti

### Strade
- Strada statale 18 Tirrena Inferiore.
- Strada provinciale 117 Innesto SS 18-Novi Velia.
- Strada provinciale 224 Bivio SP 117 (Novi Velia)-fiume Torna (Gelbison).

## Amministrazione

### Sindaci
| Periodo        | Periodo        | Primo cittadino    | Partito                       | Carica                    | Note |
| -------------- | -------------- | ------------------ | ----------------------------- | ------------------------- | ---- |
| 6 giugno 1993  | 27 aprile 1997 | Giovanni Ricchiuti | PSI                           | Sindaco                   |      |
| 27 aprile 1997 | 11 agosto 1998 | Guglielmo De Lisa  | L'Ulivo                       | Sindaco                   |      |
| 11 agosto 1998 | 13 giugno 1999 | Ester Fedullo      | -                             | commissario straordinario |      |
| 13 giugno 1999 | 12 giugno 2004 | Adriano De Vita    | centro                        | Sindaco                   |      |
| 13 giugno 2004 | 6 giugno 2009  | Adriano De Vita    | lista civica                  | Sindaco                   |      |
| 7 giugno 2009  | 25 maggio 2014 | Maria Ricchiuti    | lista civica                  | Sindaca                   |      |
| 25 maggio 2014 | 10 luglio 2017 | Maria Ricchiuti    | lista civica Battiti per Novi | Sindaca                   |      |
| 10 luglio 2017 | 10 giugno 2018 | Salvatore Tedesco  | -                             | commissario straordinario |      |
| 10 giugno 2018 | in carica      | Adriano De Vita    | lista civica La Colomba       | Sindaco                   |      |

### Altre informazioni amministrative
Il comune fa parte della Comunità montana Gelbison e Cervati. 
Le competenze in materia di difesa del suolo sono delegate dalla Campania all'Autorità di bacino regionale Sinistra Sele.